# Vasil Biľak
Vasil Biľak (11. srpna 1917 Krajná Bystrá – 6. února 2014 Bratislava) byl slovenský komunistický politik rusínského původu, známý jako přední neostalinista, podporovatel sovětské invaze a normalizace a ideolog KSČ. Členem Ústředního výboru Komunistické strany Československa (ÚV KSČ) byl zvolen v roce 1954 a zůstal jím až do roku 1989.

## Mládí
Byl rusínského původu (v komunistické éře tak uváděl národnost ukrajinskou, jelikož samostatná rusínská identita byla potlačována). Narodil se v malé obci Krajná Bystrá na severovýchodní hranici Slovenska jako Vasil Gyula. Otec zemřel, když Biľakovi byly tři roky, matka o osm let později; z jeho sedmi sourozenců přežil jen starší bratr Dimitrij. Po základní škole se vyučil krejčím v Hradci Králové u Františka Rouska; za normalizace o něm kolovala anekdota, že ve výučním listu měl napsáno „na saka nepouštět“ (respektive slovensky „nepúšťať na saká“), to je ovšem nedoloženo. Od roku 1936 byl krejčovským dělníkem v Bratislavě.
Uváděl, že se účastnil SNP, i to však bylo někdy popíráno:
„Kdysi to v rozhovoru pro Reflex líčil ‚ekonom pražského jara‘ Bohumil Šimon, jeden ze zástupců KSČ, kteří po 21. srpnu jednali v Moskvě: ‚Brežněv chtěl, abychom Biľaka zviditelnili. Oponoval jsem a tvrdil, že jakmile Biľaka někam delegujeme, na schůzi nikdo nepřijde. Nevěřil a vyprávěl mi legendu: za války v Karpatech našla Rudá armáda vysíleného chlapce, ale pušku držel tak pevně, že mu ji nemohli vyrvat, ale když se zotavil, šel s rudoarmejci až do Prahy. A to byl Vasil Biľak. Geroj! Vše bylo ale jinak, což jsem tehdy nevěděl. Sám Vasil, který tu historku nesnášel, mi později řekl, že za války pracoval jako krejčí u Nehery v Hradci Králové.‘“

## Politická kariéra

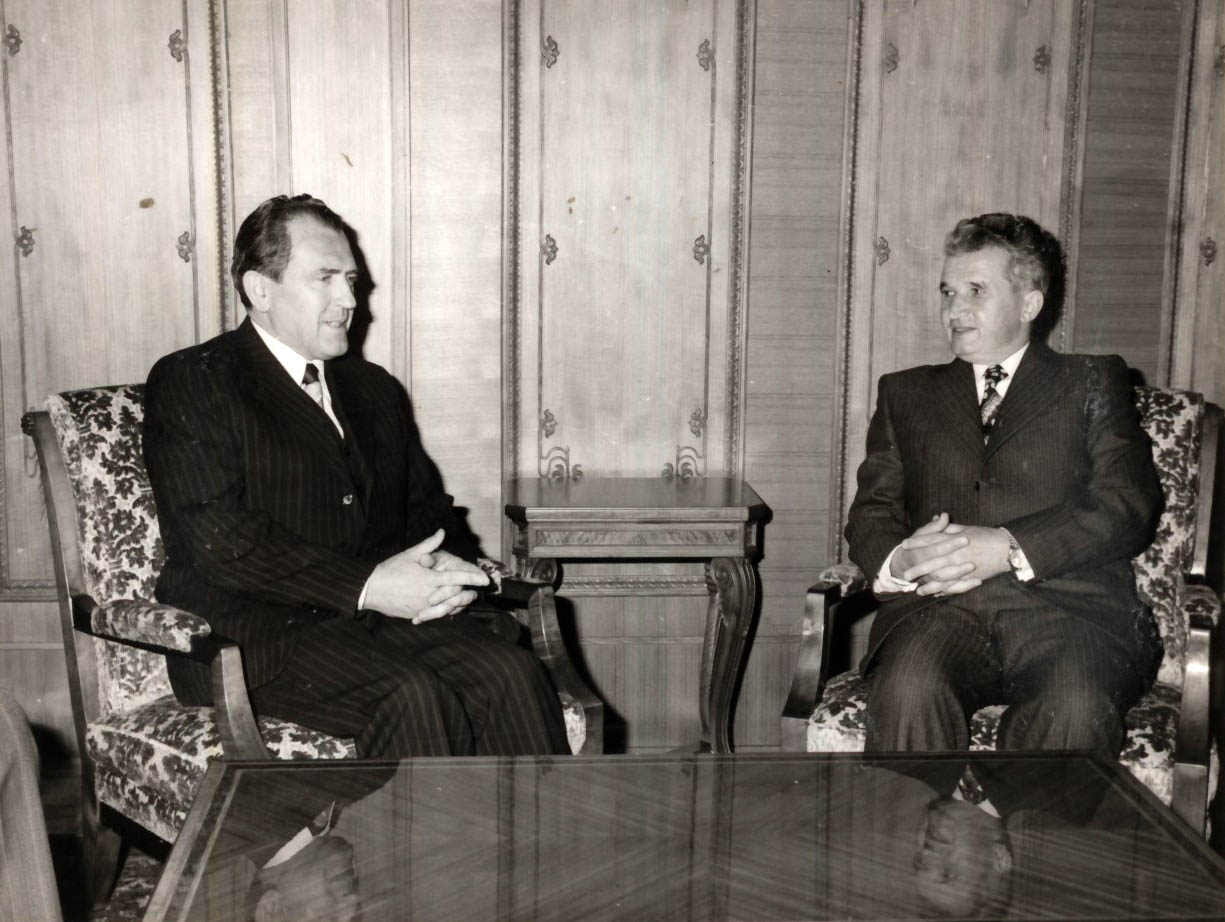
Biľak při setkání s Ceauşescem v roce 1977

V roce 1936 Biľak vstoupil do komunistických Rudých odborů, v roce 1945 do KSČ. Od roku 1950 v rámci náboru dělnických kádrů začal dělat rychlou kariéru. Pracoval na krajském výboru KSS v Bratislavě a roku 1953 absolvoval Vysokou školu politickou UV KSČ; později tak používal akademický titul RSDr. Působil pak jako vedoucí oddělení ÚV KSS, tajemník a vedoucí tajemník KV KSS v Prešově (1953–58). Ve volbách 28. listopadu 1954 (prvních po roce 1948) byl zvolen do Slovenské národní rady a znovu ve volbách roku 1960. V roce 1960 byl zároveň zvolen do Národního shromáždění; po volbách 1964 už působil jen v něm, respektive od roku 1969 ve Federálním shromáždění. Po většinu doby byl i členem předsednictva všech těchto orgánů, pokud právě neměl významnější exekutivní funkce.
Na X. sjezdu KSČ v červnu 1954 byl zvolen členem Ústředního výboru Komunistické strany Československa (ÚV KSČ), jímž zůstal až do roku 1989; po následujícím sjezdu Komunistické strany Slovenska byl v letech 1955–1968 a 1969–1971 členem ÚV KSS.
Dne 8. prosince 1958 ve 12. Sboru pověřenců nahradil předchozího pověřence pro školství a kulturu. Pověřencem zůstal i poté, co Ústava Československé socialistické republiky z července 1960 Sbor pověřenců coby kolektivní orgán zrušila a plně začlenila pověřence do Slovenské národní rady; do července 1963 zastával post pověřence a předsedy komise SNR pro školství a kulturu. Zároveň s tím se stal ministrem (bez portfeje) v československé vládě, a to do přelomu let 1962/3.
V letech 1963–1968 byl tajemníkem ÚV KSS a od ledna do srpna 1968 prvým tajemníkem; od dubna 1968 do prosince 1988 členem předsednictva ÚV KSČ. Od listopadu 1968 do prosince 1988 byl tajemníkem ÚV KSČ pro otázky zahraniční politiky a ideologie.
Jako vrcholný a dlouholetý exponent komunistického režimu byl mnohokrát vyznamenán u nás i v zahraničí.

### Rok 1968 a poté
V událostech pražského jara, jež vrcholily 21. srpna 1968 invazí do Československa, hrál Vasil Biľak významnou roli. Patřil k vedoucím představitelům konzervativních sil v KSČ. Byl jedním ze signatářů tzv. zvacího dopisu vojskům Varšavské smlouvy. Od začátku vystupoval proti reformnímu proudu v KSČ a podněcoval sovětskou intervenci. Později se významně podílel na likvidaci výsledků „pražského jara“. Podle jeho vlastních slov bylo velkou chybou, že lidé kolem Alexandra Dubčeka nebyli včas izolováni, a že internacionální pomoc byla pro uhájení socialismu nezbytná.
„Mezi vámi žijí lidé, kteří v údolí smrti na Dukle viděli téci doslova potok krve za naše osvobození. Na to nesmí nikdo a nikdy zapomenout, ani se to nedá ničím nahradit. Svou nezištnou pomoc nám Sovětský svaz znovu poskytl i v těžké situaci roku 1968. Jeho vojáci k nám nepřišli proto, aby znemožnili budování socialismu, ale aby socialismus v Československu podpořili a upevnili, aby nám pomohli vypořádat se s nastupující kontrarevolucí.“
Vasil Biľak, Pravda zůstala pravdou (1971)

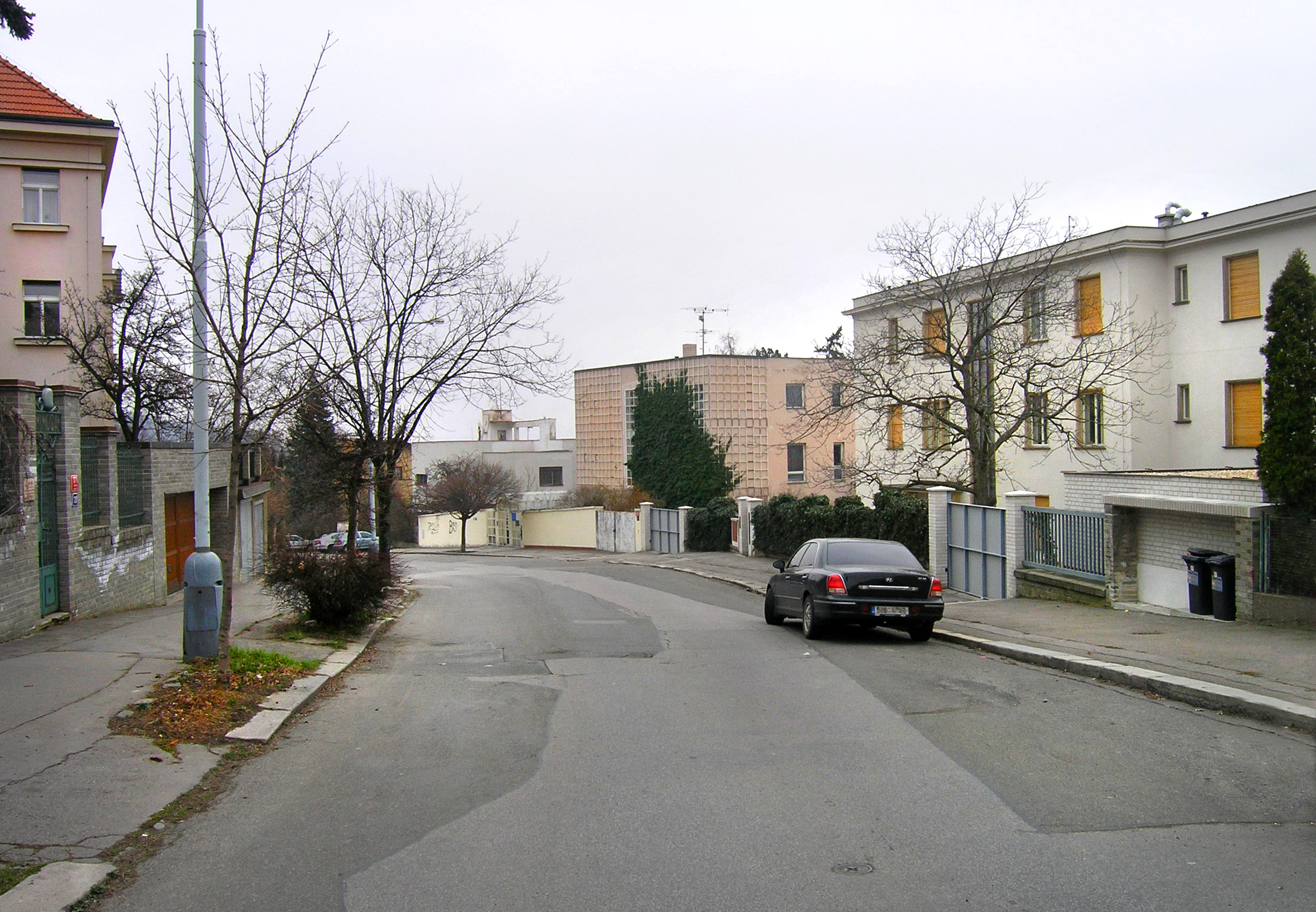
Vpravo bílá funkcionalistická vila Jaroslava Preisse U Mrázovky č.p.1986/17, Praha-Smíchov, kterou za normalizace obývali Vasil Biľak a Jan Fojtík

V 70. a 80. letech byl Vasil Biľak hlavním exponentem brežněvovského vedení v Československu. Měl rozhodující vliv na aparát KSČ v zahraničněpolitické a ideologické sféře. Byl reprezentantem neostalinského dogmatismu a posléze odpůrce gorbačovovské přestavby.
Ke jmenování Čalfovy vlády národního usmíření 12. prosince 1989 Biľak rezignoval z předsednictva FS; o týden později, 19., i na mandát. Mimořádný sjezd KSČ 21. prosince 1989 pozastavil členství 23 normalizátorům a jediného Biľaka vyloučil ze strany „jako představitele sil, které podnítily intervenci cizích armád 21. 8. 1968“ (už předtím byli vyloučeni Milouš Jakeš a Miroslav Štěpán).
Poté žil Biľak v Bratislavě v pálffyovské vile, levně koupené od státu, v Timravině ulici spolu se svou dcerou a zetěm Jozefem Ševcem (* 1948), předsedou ultrakonzervativní Komunistickej strany Slovenska v letech 1998–2006. Byl spolu s dalšími autory zvacího dopisu a aktivními kolaboranty se sovětskými vojsky trestně stíhán za vlastizradu, ale svůj podpis na dopisu popřel, k dispozici byla pouze kopie poskytnutá Borisem Jelcinem 1992 a slovenská justice stíhání zahájené r. 2000 zastavila v lednu 2011 s tím, že nelze získat potřebné svědky z ČR. Zemřel 6. února 2014 v Bratislavě doma ve věku 96 let.
21. února 2015 Komunistická strana Slovenska odhalila Vasilu Biľakovi pomník s bustou a s nápisem pod ním „Pravda zostane pravdou“ v jeho rodné obci Krajná Bystrá při příležitosti prvního výročí jeho úmrtí. Ve stejný den v nočních hodinách bustu dva občanští aktivisti z Košic, výtvarník Peter Kalmus a Ľuboš Lorenz, na protest polili červenou barvou a na pomník napsali červenou barvou nápis „SVIŇA“, k čemuž se i veřejně přiznali.

## Vzpomínky
Koncem 80. let Biľak napsal vzpomínky, v nichž se podrobně zabýval zejména lety 1967–1970. Přestože tak činil z „pravověrného“ stanoviska a zásadně se neodchýlil od oficiální historie, vyšlo jen několik ukázek časopisecky a vydání celé knihy stranické orgány nepovolily ať proto, že by příliš jitřilo společenskou situaci, nebo kvůli osobním resentimentům ostatních činitelů, že by na sebe Biľak strhl příliš velkou pozornost. Rukopis unikl a začal kolovat mezi lidmi, roku 1988 vydávaly ukázky samizdatové Lidové noviny. Po revoluci jej roku 1991 proti Biľakově vůli, respektive za jeho popření autorství, vydal senzacechtivý bývalý redaktor Rudého práva RSDr. Vlastimil Svoboda (Agentura Cesty; později Ottovo nakladatelství) pod názvem „Miľníky môjho života“, v českém překladu „Paměti Vasila Biľaka (ve dvou brožovaných dílech).
| „                                               | Kontrarevoluční síly si již nechtěly nechat ujít příležitost. Přestaly se spoléhat dokonce i na ohlášenou návštěvu generálního tajemníka OSN U Thanta, který měl navštívit Prahu 23. srpna. Druhé centrum se spoléhalo pouze na to, že oznámení této návštěvy snad odradí spojence od zásahu v těchto dnech. Není nezajímavé, že ministr zahraničních věcí Hájek odletěl na dovolenou do Jugoslávie. Se soudruhy Kolderem, Švestkou a Rigem jsme se dohodli, že musíme na zasedání předsednictva ústředního výboru při projednávání druhého bodu Současná politická situace v ČSSR a podmínky činnosti KSČ a návrh dalšího postupu, vyvolat zásadní diskusi a vynutit přijetí rozhodných opatření, vyplývajících ze závěrů v Čierné nad Tisou a v Bratislavě. Hovořil jsem rovněž s F. Barbírkem a J. Pillerem. Oba slíbili plnou podporu. Z jedenácti členů předsednictva chtělo šest členů řešit situaci. Byla velká škoda, že soudruh Lenárt onemocněl a zasedání předsednictva se nemohl zúčastnit. Nebyl sice členem předsednictva, ale jeho slovo mělo váhu. O Dubčekovi a Černíkovi jsem si myslel, že se jen stěží ztotožní s Krieglem a Smrkovským a nakonec se přidají k většině. Na Špačkovi nám příliš nezáleželo. Císař, Mlynář, Slavík a Sádovský neměli hlasovací právo. Soudruh Indra byl jednoznačně na straně zdravých sil. Byli jsme rozhodnuti jednat třeba celou noc, vynutit si přijetí závazných usnesení. Dubček se tomu chtěl stůj co stůj vyhnout. Po schválení referátu na mimořádný XIV. sjezd KSČ a návrhu rezoluce doporučil ukončit jednání a pokračovat 21. srpna ráno. Domluvená většina návrh přijala, a tak se jednalo o současné situaci v ČSSR. Diskuse byla ostrá a velmi konkrétní. Na faktech se dokazovalo, že když se okamžitě mocensky nezasáhne proti kontrarevolučním silám, že se ani nemůže konat sjezd. V průběhu jednání přicházelo od pracovníků aparátu ústředního výboru i jiným nejrůznějším způsobem množství informací. Přicházely i takové informace, že zprávy o možnosti vstupu spojeneckých vojsk jsou potvrzeny. Černík vycházel každou chvíli ze zasedací místnosti a vracel se bledý, nervózní a tajemným šeptem odevzdával informace Dubčekovi. Asi ve 22,00 hodin po dalším telefonátu, Černík oznámil, že zprávy o soustřeďování spojeneckých vojsk na československých hranicích jsou potvrzeny. Události dostávaly rychlý spád. Kriegel, Smrkovský, Mlynář žádali přerušit jednání. My jsme poukazovali na nelogičnost takového kroku. Naopak, pokud je pravda, že se spojenci připravují poskytnout internacionální pomoc, potom je nevyhnutelné, aby předsednictvo ÚV KSČ zasedalo bez přerušení a přijalo příslušné usnesení. Nevím, zda se jednou někomu podaří vykreslit atmosféru, která panovala na tomto zasedání předsednictva ústředního výboru. Byli jsme v jedné místnosti, ale jakoby každý jinde. Každému z nás se vynořovaly jiné obrazy nejbližších hodin. Každý z nás si nepochybně přestavoval něco jiného. Nejstrašnější bylo to, že většina členů předsednictva se tvářila, jako by se události týkaly někoho jiného a ne Československa. | “ |
| — Paměti Vasila Biľaka, díl II., Kapitola VIII. | |   |

- BIĽAK, Vasil. Pravda zostala pravdou: Prejavy a články október 1967 – december 1970. Bratislava: Pravda, 1971.
- BIĽAK, Vasil. Vybrané prejavy a state. Bratislava: Pravda, 1982.
- BIĽAK, Vasil. Paměti Vasila Biľaka I a II. Praha: Agentura Cesty, 1991.

## Vyznamenání
- Vyznamenání Za zásluhy o výstavbu – Československo, 7. května 1955[23]
- Za zásluhy 10 let Lidových milicí, 1958
- Pamětní medaile k 20. výročí Slovenského národního povstání – Československo, 1964
- Řád práce – Československo, 14. července 1967[24]
- Řád Georgiho Dimitrova – Bulharsko, 1968
- Řád republiky – Československo, 3. července 1972[25]
- Řád Vítězného února – Československo, 20. února 1973[26]
- Řád Klementa Gottwalda – za budování socialistické vlasti – Československo, 27. června 1977 a 26. června 1987[27]
- Leninův řád – Sovětský svaz